# Ümit Karan
Ümit Karan (* 1. Oktober 1976 in Berlin) ist ein ehemaliger türkischer Fußballspieler und heutiger Trainer.

## Karriere

### Als Spieler
Seine Karriere begann im Berliner Stadtteil Moabit, wo er in der Jugend für Minerva 93 Berlin spielte. Danach wechselte er über Hertha Zehlendorf zu Türkiyemspor Berlin. Anschließend einigte er sich mit dem türkischen Erstligisten Gençlerbirliği Ankara, wo er zuletzt auch die Kapitänsbinde trug und 2001 Pokalsieger wurde. Zur Saison 2001/2002 wechselte er zu Galatasaray Istanbul, wo er auf Anhieb Türkischer Meister wurde. Als Spieler zeichnete er sich durch technische Versiertheit und hohe Abschlussstärke aus.
Als Ümit Karan ausgeliehen werden sollte, entschied er sich gegen die Angebote aus der Bundesliga und unterschrieb pünktlich zum Rückrundenauftakt in der türkischen Süper Lig beim damaligen Aufsteiger Ankaraspor. Die Hauptstädter einigten sich mit Galatasaray auf eine Leihbasis bis Sommer 2005 mit Kaufoption. Nach der Leihe wurde die Kaufoption von Ankaraspor nicht gezogen und somit kehrte er zur Galatasaray Istanbul zurück.
In der Saison 2005/2006 schoss er im Dress Galatasarays in 30 Pflichtspielen – 2.184 Minuten (davon 25 Spiele in der Stammformation) – 18 Tore.
In der Saison 2006/2007 schoss er in 39 Pflichtspielen – 2.897 Minuten (davon 32 Spiele in der Stammformation) – 24 Tore.
In der Saison 2007/2008 wurde er mit Galatasaray erneut Meister, erzielte allerdings lediglich 11 Treffer in 30 Ligaspielen.
Zur Saison 2009/2010 wechselte er ablösefrei zu Eskişehirspor. Karan beendete am Ende der Saison 2010/11 seine aktive Karriere als Fußballspieler. Eskişehirspor heuerte ihn danach als Sportdirektor an. Im Juli 2011 wurde er wegen des Verdachts auf Spielmanipulation verhaftet.

### Als Trainer
Im Juni 2017 unterschrieb Karan seinen ersten Trainervertrag bei Malatyaspor USA. Ümit Karan kündigte im gegenseitigen Einvernehmen seinen Vertrag am 4. November 2017. Seine Mannschaft war zu diesem Zeitpunkt Tabellenführer und später Meister in der Division 2 North der Cosmopolitan League USA. Von Oktober 2018 bis August 2019 war Karan beim FC Shkupi in der Ersten mazedonischen Fußball Liga, er erreichte in seiner vorerst ersten Saison den 4. Platz somit Qualifikation zur Europa League. Im August 2019 nach Saisonende trennten sich die Wege von Karan und dem FC Shkupi. Trennung sollte nicht lange andauern von Oktober 2020 – Dezember 2020 trainierte Karan erneut den FC Shkupi.
Das erste Mal in der Türkei. Karan unterschrieb am 30. Dezember 2020 einen Eineinhalb-Jahres-Vertrag, welcher mit einer Ein-Jahres-Option verlängert werden kann  bei Menemenspor in der TFF 1. Lig.

## Erfolge
- Türkischer Meister: 2002, 2006,  2008
- Türkischer Pokalsieger: 2001
- Türkischer Supercupsieger: 2008

## Filmografie
Sendungen
- 2013: Survivor Ünlüler-Gönüllüler
- 2018: Survivor 2018
- 2022: Maske Kimsin Sen?